# 瑪麗安內特·米勒-米克斯
玛丽安特·简·米勒-米克斯（英語：Mariannette Jane Miller-Meeks，1955年9月6日—）是一位美国医生和政治人物，現任代表爱荷华州第一國會選區的國會眾議員。
米勒-米克斯曾與戴夫·勒布萨克競選眾議院席次三次但均未成功。 2020年勒布萨克退休后，再次参選，以僅僅六票击败了Rita Hart。後于2022年以近7个百分点的优势連任。

## 外部連結
- Representative Mariannette Miller-Meeks （页面存档备份，存于） official U.S. House website
- Campaign website （页面存档备份，存于）
- Iowa State Senate page （页面存档备份，存于）
- 美國國會國家人物傳記大辭典中的傳記
- 由華盛頓郵報維護的投票記錄
- 智慧投票计划中的傳記、投票紀錄及利益集團評級
- 聯邦選舉委員會中的競選財務報告和數據
- C-SPAN內的頁面（英文）